# Ecnomus indicus
Ecnomus indicus är en nattsländeart som beskrevs av Martynov 1935. Ecnomus indicus ingår i släktet Ecnomus och familjen trattnattsländor. Inga underarter finns listade i Catalogue of Life.